# Polia serratilinea
Polia serratilinea är en fjärilsart som beskrevs av Ferdinand Ochsenheimer 1816. Polia serratilinea ingår i släktet Polia och familjen nattflyn. Inga underarter finns listade i Catalogue of Life.